# Zitterfliegen

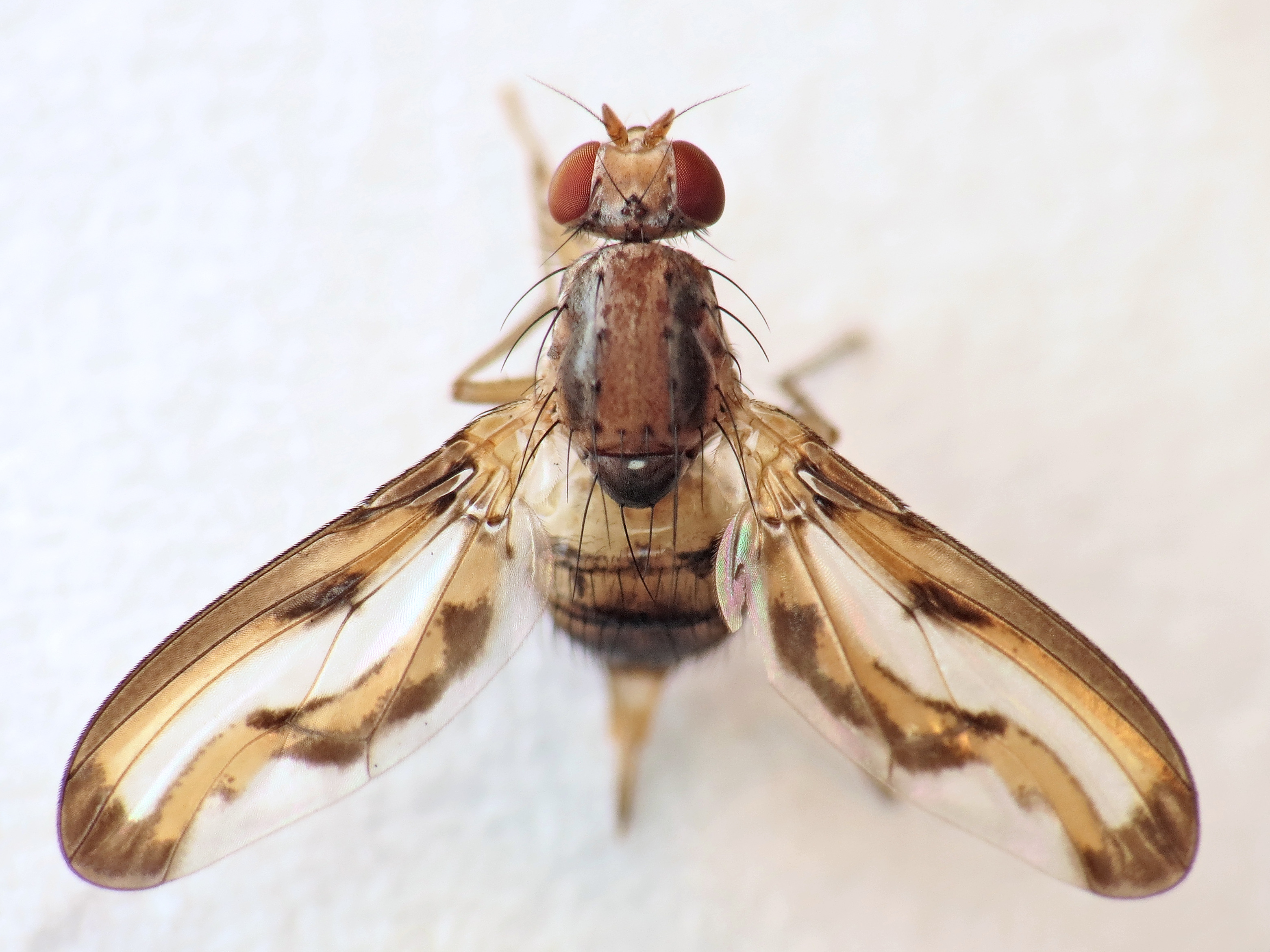
Toxonevra muliebris, Weibchen

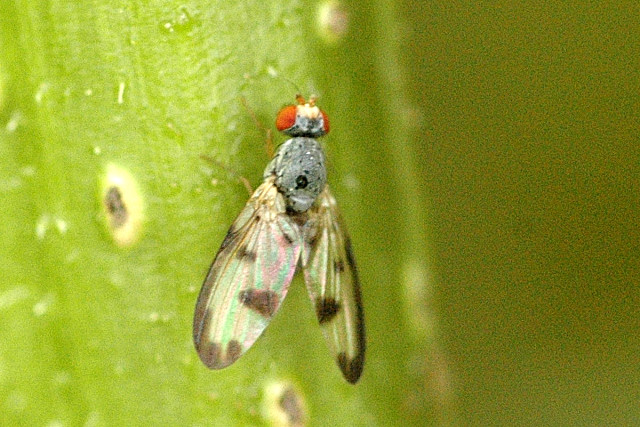
Palloptera umbellatarum

Die Zitterfliegen (Pallopteridae) sind eine kleine Familie der Zweiflügler (Diptera) und gehören hier zu den Fliegen (Brachycera). Es gibt etwa 13 Gattungen mit ungefähr 70 Arten.
In Europa ist die Familie mit 5 Gattungen und 23 Arten, in Nordamerika mit 3 Gattungen und 9 Arten vertreten.

## Merkmale
Die Fliegen sind klein bis mittelgroß mit Körperlängen zwischen drei und sechs Millimetern. Sie sind meist grau, gelb oder rötlichgelb gefärbt. Ihre Fühler sind dreigliedrig.

## Lebensweise
Zu finden sind die Tiere in Wäldern, wo sie sitzend in charakteristischer Weise die Flügel vibrieren lassen. Die Larven leben als Räuber unter der Rinde von Laubbäumen und jagen dort unter anderem Borkenkäfer. Es gibt aber auch phytophage Arten, die sich von Pflanzen oder faulendem Material ernähren, z. B. leben manche Arten in Blüten oder Stängeln von Pflanzen.

## Gattungen und ausgewählte Arten
- Aenigmatomyia
- Eurygnathomyia
- Gorbunia
- Heloparia
- Homaroides
- Hypsomyia
- Maorina
- Morgea
- Palloptera – P. umbellatarum
- Pseudopyrgota
- Sciochthis
- Temnosira
- Toxonevra – T. muliebris